# Entissolo
Entissolo é um tipo de solo caracterizado por ser formado no subssolo em que não se combina com sedimentos ou rochas. Este tipo de solo é segundo mais abundante no Planeta Terra, sendo superado apenas pelos inceptissolos.
Este tipo de solo é de difícil evolução e alguns eventos ambientais podem impedir esse desenvolvimento, sendo eles:
- erosão;
- saturação;
- altas temperaturas;
- Escudos rochosos;
- mineração;
- poluição;
- clima árido.